# Anton Seitz (Theologe)
Anton Seitz (* 27. Mai 1869 in Windsheim; † 25. Mai 1951 in München) war ein deutscher katholischer Theologe.

## Leben
Seitz besuchte das Gymnasium in Schweinfurt. Er studierte 1887/88 zunächst Jurisprudenz in München und Leipzig, dann von 1888 bis 1892 Theologie in Würzburg. 1892 wurde er Stadtkaplan in Hammelburg. 1894 promovierte er in Würzburg im Fach Theologie. Er schloss ein Studium der Philosophie in München an und promovierte 1897 ebenda zum Dr. phil.
1902 wurde er zum Privatdozenten in Würzburg ernannt. Ab 1904 war er Ordinarius für Apologetik an der Universität München. Schwerpunkt seiner wissenschaftlichen Arbeit war der philosophische, dogmatische, Dogmen- und religionsvergleichende Unterbau der katholischen Kirche.